# Roncegno Terme
Roncegno Terme és un municipi italià dins de la província de Trento. L'any 2010 tenia 2.818 habitants. Limita amb els municipis de Borgo Valsugana, Fierozzo, Frassilongo, Novaledo, Ronchi Valsugana i Torcegno.

## Arquitectura d'interès

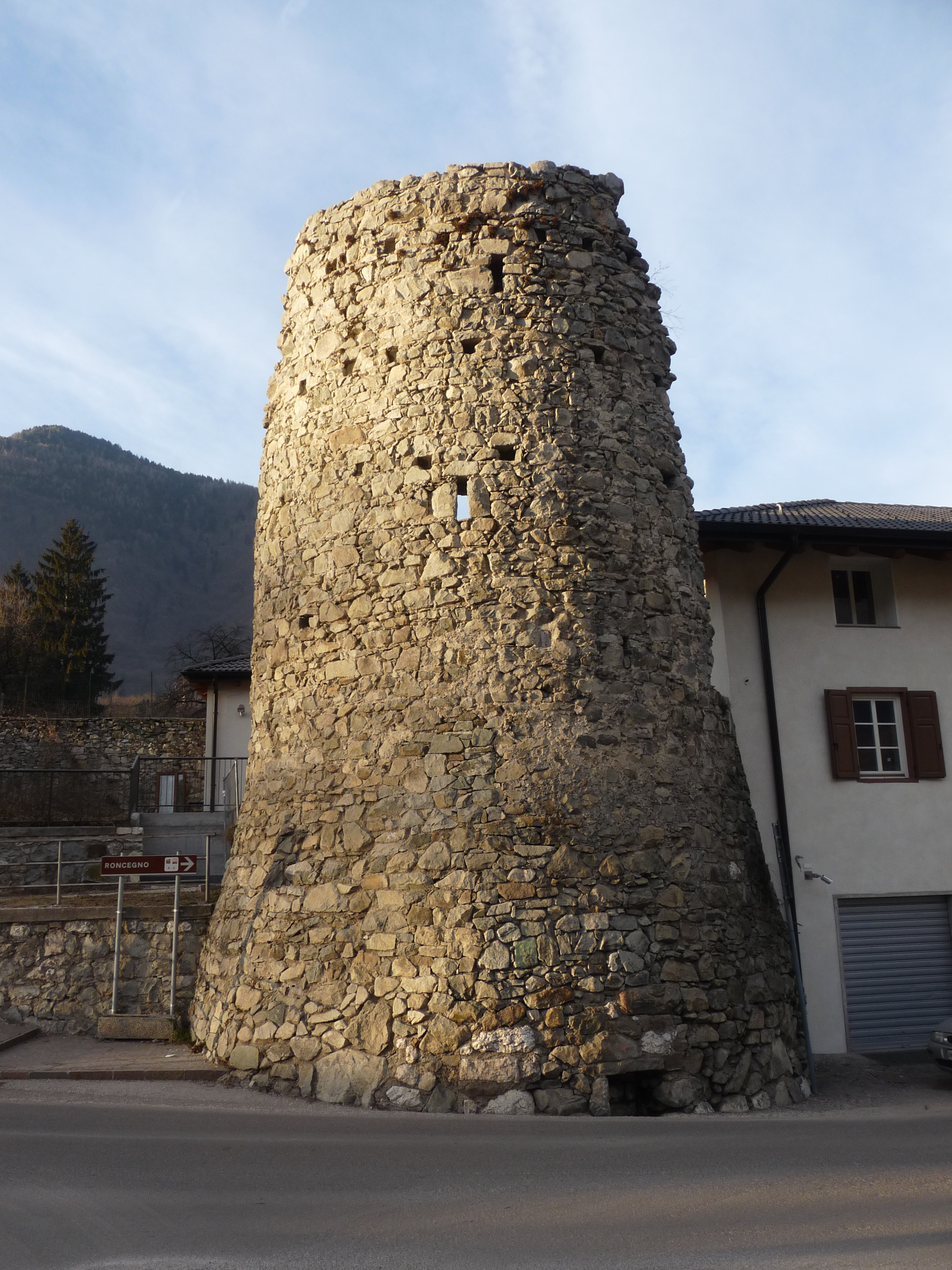
Torre Rodona

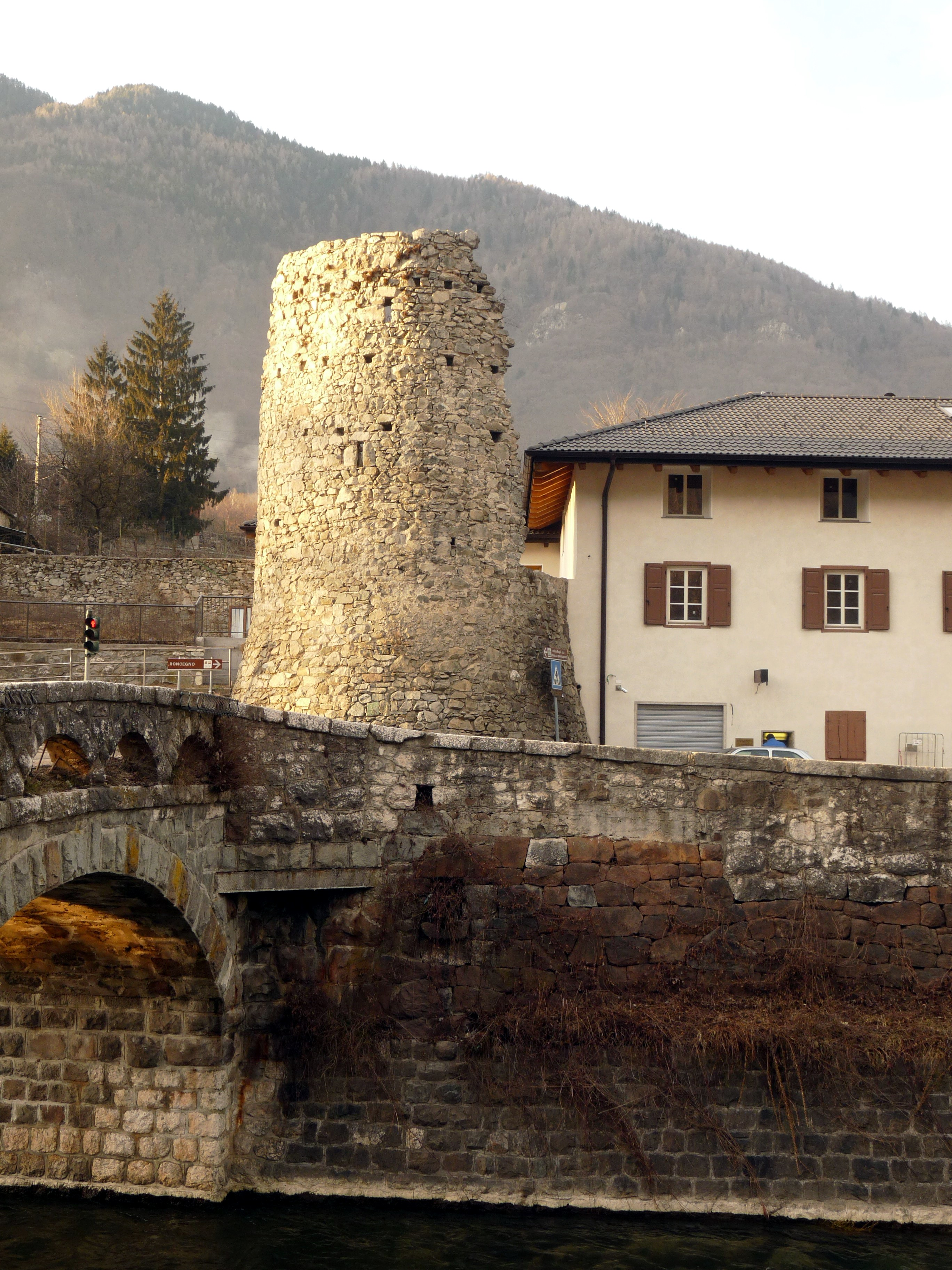
Vista de la Torre rodona i el pont.

## Administració
| Període | Identitat         | Partit        |
| ------- | ----------------- | ------------- |
| 2005-   | Mirco Montibeller | Llista cívica |